# Prepuž
Prepuž je naselje v Občini Slovenska Bistrica.